# Distretto di Zomba
Il distretto di Zomba (Zomba District) è uno dei ventotto distretti del Malawi, e uno dei dodici distretti appartenenti alla Regione Meridionale. Copre un'area di 2.580 km² e ha una popolazione complessiva di 546.661 persone. La capitale del distretto è Zomba. 
| Controllo di autorità | ISNI (EN) 0000 0004 0601 346X · BNF (FR) cb137347260 (data) |